# Kwak Do-won
Kwak Do-won (* 17. Mai 1974 in Seoul, wirklicher Name: Kwak Byeong-gyu) ist ein südkoreanischer Schauspieler. Er begann seine Karriere im Theater, trat später jedoch zunehmend in Film und Fernsehen auf. Er ist vor allem bekannt für seine Nebenrollen in The Yellow Sea (2010), Nameless Gangster (2012) und The Attorney (2013).

## Leben
2012 spielte er die Rolle eines eher nutzlosen aber aggressiven Chefs in einem Unternehmen für Auftragsmord in dem Actionfilm A Company Man.  2016 spielt er eine der Hauptrollen in Na Hong-jins Mystery-Thriller The Wailing – Die Besessenen an der Seite von Hwang Jung-min und Chun Woo-hee. Es folgte eine Rolle in dem Gangsterfilm Asura – The City of Madness und eine Rolle als südkoreanischer Geheimdienstagent in Steel Rain. 2020 spielte er in dem Film Das Attentat – The Man Standing Next einen ehemaligen Geheimdienstagenten, der die Machenschaften des südkoreanischen Präsidenten aufdecken zu versucht, um in den Schutz durch die USA zu kommen.

## Filmografie

### Filme
- 2003: Yeoseot Gaeui Siseon (여섯 개의 시선)
- 2003: Ogu (오구)
- 2007: Biman Gajok (비만 가족, Kurzfilm)
- 2007: Yeoljeong Gadeukhan Ideul (열정 가득한 이들, Kurzfilm)
- 2008: The Good, the Bad, the Weird (좋은놈 나쁜놈 이상한놈)
- 2008: Just Kidding (저스트 키딩)
- 2009: Sisters on the Road (지금, 이대로가 좋아요 Jigeum, Idaero-ga Johayo)
- 2009: Mother (마더)
- 2009: Handphone (핸드폰 Haendeupon)
- 2009: Jin-wi (진위)
- 2009: Byeongdeun Dalk-deul-ui Sarang, Gananhaedo (병든 닭들의 사랑, 가난해도)
- 2009: Widaehan Seonsu (위대한 선수, Kurzfilm)
- 2010: The Man from Nowhere (아저씨 Ajeossi)
- 2010: Midnight FM (심야의 FM Simya-ui FM)
- 2010: The Yellow Sea (황해)
- 2010: Hero (히어로)
- 2011: Head (헤드)
- 2011: Iutsachon (이웃死촌)
- 2012: Beomjoewa-ui Jeonjaeng: Nappeunnom-deul Jeonseong Sidae (범죄와의 전쟁: 나쁜놈들 전성시대)
- 2012: Love Fiction (러브픽션)
- 2012: Jeomjaengideul (점쟁이들)
- 2012: A Company Man (회사원 Hoesawon)
- 2013: The Berlin File (베를린)
- 2013: Bunnu-ui Yullihak (분노의 윤리학)
- 2013: The Attorney (변호인 Byeonhoin)
- 2014: Namja-ga Sarang-hal Ttae (남자가 사랑할 때)
- 2014: Sinchonjombimanhwa (신촌좀비만화)
- 2014: Tazza: The Hidden Card (타짜: 신의 손)
- 2015: Sarinkaempeu (살인캠프)
- 2015: The Shameless (무뢰한 Muroehan)
- 2015: The Magician (조선마술사 Joseon Maseulsa)
- 2016: The Wailing – Die Besessenen (곡성 Gokseong)
- 2016: Asura – The City of Madness
- 2017: Steel Rain (Gangcheolbi)
- 2020: Das Attentat – The Man Standing Next (남산의 부장들)
- 2020: Steel Rain 2: Summit (강철비 2: 정상회담 Gangcheolbi 2: Jeongsanghoedam)

### Fernsehserien
- 2009: Gidamjeonseol (기담전설, E Channel)
- 2010: Mister M (미스터 M, EBS)
- 2011: Ul Eomma Audrey (울엄마 오드리, EBS)
- 2012: Phantom (유령, SBS)
- 2013: Good Doctor (굿 닥터, KBS2)
- 2013: Susanghan Gajeongbu (수상한 가정부, SBS)

## Auszeichnungen
2012
- Korea Drama Festival: Outstanding Actor Award für Phantom (Yuryeong)
- SBS Drama Award: Special Actor Award in a Drama Special für Phantom (Yuryeong)

2014
- Max Movie Best Film Award: Bester Nebendarsteller für The Attorney
- Buil Film Award: Bester Nebendarsteller für The Attorney
- Korea Association of Film Critics Award: Bester Nebendarsteller für The Attorney